# Rui Fonte
Rui Pedro da Rocha Fonte (* 23. April 1990 in Penafiel) ist ein portugiesischer ehemaliger Fußballspieler.

## Karriere

### Im Verein
Rui Fonte wurde mit neun Jahren in die Jugendakademie von Sporting Lissabon aufgenommen. 2006 wechselte er mit 16 Jahren in die Jugendabteilung des FC Arsenal. Im Zuge eines Leihgeschäfts mit dem damaligen Zweitligisten Crystal Palace gab er in der Rückrunde der Saison 2008/09 sein Profidebüt. Da der Dreijahresvertrag mit Arsenal im Falle eines Verzichts auf eine Verlängerung die Rückkehr zu Sporting vorsah, kehrte Fonte zur Saison 2009/10 nach Portugal zurück. Durch ein weiteres Leihgeschäft mit dem Erstligisten Vitória Setúbal sammelte er erste Erfahrungen in der Primeira Liga.
Zur Saison 2010/11 wechselte er erneut auf Leihbasis zum spanischen Erstligisten Espanyol Barcelona. Dort bestritt er neben elf Kurzeinsätzen in der Primera División insgesamt 22 Einsätze für das B-Team in der viertklassigen Tercera División. Vor der Saison 2011/12 einigte er sich mit Espanyol auf einen Zweijahresvertrag. In den folgenden eineinhalb Jahren bestritt er 29 Erstligaspiele, davon zwölf in der Startformation. Im Januar 2013 löste er den Vertrag auf und wechselte zu Benfica Lissabon.
Bei Benfica spielte er zunächst im B-Team in der Segunda Liga und verletzte sich bei seinem Debüt so schwer am Knie, dass er den Rest der Spielzeit verpasste. In der Saison 2013/14 bestritt er lediglich vier weitere Einsätze im B-Team. Der Durchbruch erfolgte in der Saison 2014/15, als er für die Reserveauswahl in 21 Ligaspielen 17 Tore erzielte, woraufhin er in der Rückrunde vom Erstligisten Belenenses Lissabon ausgeliehen wurde und in 13 Einsätzen seine ersten beiden Erstligatore schoss. Zur Saison 2015/16 spielte er auf Leihbasis für Sporting Braga und gewann den nationalen Pokalwettbewerb. Am Saisonende wurde er fest für drei Jahre unter Vertrag genommen. In der Saison 2016/17 erzielte er in 26 Ligaspielen elf Tore.
Zu Beginn der Saison 2017/18 wechselte Fonte zum englischen Zweitligisten FC Fulham. Die Saison 2018/19 spielte er auf Leihbasis beim OSC Lille. Im August 2019 kehrte Fonte zu Sporting Braga zurück. Zwischen Sommer 2021 und 2022 folgte ein Aufenthalt bei GD Estoril Praia. Im Juli 2022 nahm der FC Famalicão den Spieler unter Vertrag.

### In der Nationalmannschaft
Rui Fonte bestritt 69 Länderspiele für Portugals Nachwuchsnationalteams. Für das Freundschaftsspiel gegen Kap Verde am 31. März 2015 wurde er von Nationaltrainer Fernando Santos erstmals in die A-Nationalmannschaft berufen. Auch bei seiner zweiten Nominierung für das EM-Qualifikationsspiel gegen Serbien am 11. Oktober 2015 kam er nicht zum Einsatz.

## Erfolge
- Portugiesischer Pokalsieger: 2016, 2021

## Privates
Rui Fonte ist der jüngere Bruder des portugiesischen Fußballnationalspielers José Fonte.